# Psiloritis Naturpark
Psiloritis naturpark (græsk Φυσικό Πάρκο Ψηλορείτη) er en natur- og geopark på øen Kreta, i det sydlige Grækenland.

## Historie
Siden 2001 har parken været medlem af European Geoparks Network og UNESCOs Global Geoparks Network .  Det er et lokalt myndighedsinitiativ, ledet af geoparkens forvaltningsudvalg under AKOMM Psiloritis SA  Naturhistorisk museum på Kretas universitet er parkens videnskabelige rådgiver.

## Seværdigheder
Psiloritis naturpark strækker sig på Idabjerget og over dets nordlige forbjerge til det Kretensiske Hav. Den har et areal på 1.159 km 2. Administrativt er parken opdelt i præfekturerne Rethymno og Heraklion. Parkens hovedkvarter ligger i Anogeia kommune.
Parken har til formål at bevare natur- og kulturarven i Psiloritis-området gennem information og uddannelsesmæssige aktiviteter samt initiativer til bæredygtig udvikling som geoturisme, økoturisme og agroturisme. På grund af dets geologiske seværdigheder arrangerer mange universiteter verden over ekskursioner for deres studerende til parken. Blandt parkens geologiske attraktioner er de mange huler, herunder Den Idæiske hule. Grotterne samt andre formationer i parken er forbundet med den karstiske karakter af Idabjerget og Psiloritismassivet.